# Traffic (navire de 1873)
Le Traffic est le tout premier transbordeur construit pour la compagnie britannique White Star Line. Construit à Runcorn en 1872, il est mis en service l'année suivante dans le port de Liverpool et a pour fonction de transporter les bagages et la cargaison des paquebots de la compagnie afin d'accélérer leur chargement. Il poursuit cette carrière durant plus de vingt années.
En 1896, remplacé par des navires plus modernes, il est vendu à la Liverpool Lighterage Co. qui l'utilise de la même façon jusqu'en 1919. Alors âgé de presque cinquante ans, le navire voit ses machines retirées, et continue à servir de barge sur la Mersey. Lors du Blitz, il est bombardé et coulé le 5 mai 1941, mais rapidement renfloué. Il continue de servir jusqu'en 1955, date à laquelle il est démoli à Tranmere, près de Birkenhead, après une carrière de 82 ans.

## Histoire

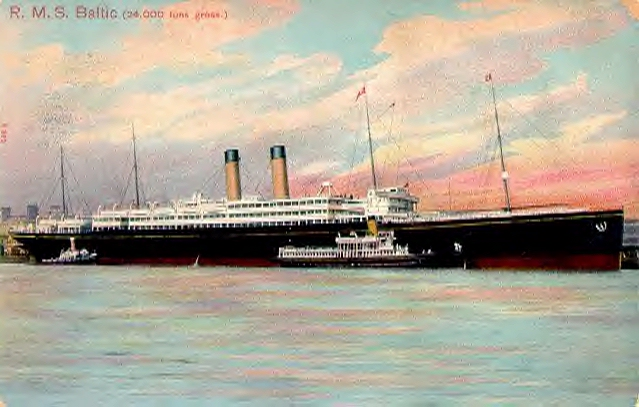
Dans les années 1890, le Traffic est remplacé par deux transbordeurs plus récents dont le Magnetic, ici représenté aux côtés du Baltic.

Au début des années 1870, la White Star Line lance un service de paquebots à vapeur entre Liverpool et New York à l'aide de six paquebots (la classe Oceanic) livrés entre 1871 et 1872. Très vite, la compagnie ressent le besoin de leur adjoindre un petit transbordeur afin d'améliorer le chargement des bagages dans le port de Liverpool. Ce transbordeur est le Traffic, construit dans les chantiers Speakman & Company de Runcorn et lancé le 22 septembre 1872. C'est la seule fois que la White Star Line commande un navire à des chantiers autres qu'Harland & Wolff, avec qui elle a un accord (certains navires construits par d'autres chantiers étant cependant parfois acquis par la compagnie durant ou après leur construction). Le Traffic est un petit navire en bois de 30 mètres de long et 155 tonneaux, pourvu d'une hélice alimentée par une machine alternative compound lui permettant d'atteindre une vitesse de 8 nœuds, amplement suffisante dans le cadre de sa mission qui consiste à transporter les bagages et la cargaison entre le quai et les paquebots, afin d'accélérer leur chargement.
Mis en service en 1873, le Traffic remplit sa fonction pendant plus de vingt ans, servant successivement les paquebots de classe Oceanic, le Britannic, le Germanic, le Teutonic et le Majestic. C'est l'arrivée de ces deux derniers navires qui pousse la White Star à vouloir se doter de transbordeurs plus modernes. Elle fait entrer en service le Magnetic, destiné au transport de passagers, en 1891, tout en gardant le Traffic à ses côtés. Vient ensuite en complément le Pontic, en 1894, qui est pour sa part chargé du transport de marchandises et de bagages.
Face à cette nouvelle concurrence, le Traffic, déjà âgé de plus de vingt ans, n'est plus jugé utile par la compagnie, qui le vend en 1896 à la Liverpool Lighterage Co.. La nouvelle société lui conserve son nom, et sa fonction, toujours dans le port de Liverpool. Sa nouvelle compagnie l'utilise ainsi pendant plus de vingt ans, jusqu'en 1919. Cette année-là, ses machines et équipements sont retirés afin d'en faire une barge à ordures, toujours sur la Mersey.
Durant le Blitz, le 5 mai 1941, un bombardier allemand coule le Traffic. La barge est cependant rapidement renflouée et remise en service. Ce n'est qu'en 1955, après une carrière de 82 ans, que le navire est envoyé à la casse à Tranmere, près de Birkenhead. La White Star Line a pour sa part mis en service un autre Traffic, en 1911. Également transbordeur, mais à Cherbourg, il connaît une carrière nettement moins longue que son prédécesseur puisqu'il coule en 1941.